# She Walks in Beauty (альбом)
“У меня была замечательная, вдохновляющая учительница английского языка по имени миссис Симпсон. Она познакомила меня с английскими романтиками. Мне пришлось оставить все это позади, чтобы стать поп-певицей, но я никогда их не забывала”
She Walks in Beauty — студийный альбом 2021 года австралийского мультиинструменталиста Уоррена Эллиса и последний альбом британской певицы Марианны Фейтфулл, в котором музыка положена на британскую романтическую поэзию. Фейтфулл начала записывать альбом в 2020 году, закончив его только во время восстановления после тяжелого случая заболевания COVID-19; она назвала эту работу проектом своей мечты, который она хотела записать в течение 50 лет. Альбом получил положительные отзывы критиков.

## Восприятие
Редакторы AnyDecentMusic? собрали оценки 16 критиков и поставили альбому 7,6 из 10. Согласно агрегатору рецензий Metacritic, She Walks in Beauty получил «всеобщее признание» на основе средневзвешенного балла 81 из 100 от 14 критиков.
Редакторы AllMusic оценили альбом в 4 из 5 звезд, а критик Марк Деминг написал, что возраст в её голосе «сделал её искусство сильнее и красноречивее» и что этот альбом — «любящее свидетельство силы и непреходящей энергичности поэтов-романтиков, а также напоминание о том, как нам повезло, что такой одаренный художник, как Марианна Фэйтфулл, дарит нам этот замечательный учебник» . Ли Циммерман из журнала American Songwriter оценил этот альбом в 3 звезды из 5, назвав его «замечательной записью» для тех условий, при которых он был записан, и похвалив аранжировки и инструментарий Эллиса. Гай Одди из The Arts Desk оценил этот альбом в 3 из 5 звезд и охарактеризовал его как «скорее как саундтрек к эпизодическим моментам времени, чем как постоянный диск на проигрывателе». Ник Роузблейд оценил этот релиз в 9 баллов из 10 для Clash Music, заявив, что вокал Фэйтфулл является ключевым, и продолжив, что «ее подача точная, но теплая», и что «Эллис создал сдержанные звуковые ландшафты, которые подчеркивают эмоции стихов, но не отвлекают внимание от голоса Фейтфулл».
Пятизвездочная рецензия Хелен Браун в The Independent назвала эту работу «несентиментальным альбомом от пиратской команды выживших вопреки всему», а Эллис «вырезал вокруг её слов такие элегантные древесные мелодии, что казалось, будто он вырезал для неё погребальную баржу викингов». В The Irish Times Сиобан Кейн оценила этот альбом в 4 из 5 звезд, заявив, что «версия Эллиса в стиле конкретной музыки (с участием Ника Кейва на фортепиано и Брайана Ино, внесшего некоторые звуковые текстуры) [добавляет] нечто совершенно особенное» к голосу Фейтфулл. [Виктория Сигал поставила альбому She Walks in Beauty 4 звезды из 5 в журнале Mojo, назвав его «эмоциональной коллекцией», которая стала ещё более яркой благодаря тому, что была выпущена в самом начале карьеры Фейтфулл, поскольку «отполированная патина её голоса несет в себе весь опыт, необходимый для этих декламаций». На сайте musicOMH Мэтт Котселл оценил этот альбом в 4. 5 из 5 звезд, заявив, что «выбранные стихи — удовольствие для поклонников с обширными знаниями о романтиках и в равной степени для тех, кто их не знает», и что «большая часть этого удовольствия приходит благодаря харизматичной партитуре Эллиса». В The Observer Фил Монгредиен оценил этот релиз в 4 из 5 звезд, назвав его «волшебным возвращением» для Фейтфулл, и выразил благодарность за то, что Фейтфулл смогла пережить тяжелый случай COVID-19.
Дэниел Фельзенталь, написавший для Pitchfork Media, оценил этот альбом в 6,7 балла из 10, назвав его «проектом страсти высшего порядка», который «не делает ничего особенного, чтобы выйти за рамки» своей основной концепции чтения поэзии, и сравнил инструментарий Эллиса с Ghosteen. Питер Пятковски написал, что эта работа демонстрирует «особый гений» Фейтфулл в «передаче печального, рефлексивного настроения мира», и поставил ей 8 баллов из 10. She Walks in Beauty получил 4 из 5 звезд в Record Collector, где критик Терри Стонтон написал, что «исполнение Фейтфулл увлекает слушателя в приключение по нравам и морали другого времени». Кори Гроу из Rolling Stone оценил эту песню в 3,5 из 4 звезд, заявив, что «ее теплый, живой голос находит новые глубины в [этих] стихах» и резюмировав, что «причина такого эффекта в том, что это полный пакет: разрушительный голос Фэйтфулл, блестящие стихи поэтов и нежная эмбиентная музыка, исполненная её коллегами — Эллисом, Ником Кейвом и Брайаном Ино, среди прочих». Брюс Элдер из The Sydney Morning Herald поставил этому релизу 4 из 5 звезд за то, что он является «возвышающимся эталоном», который «блестяще работает» как «преследующая коллекция неописуемо прекрасной поэзии, прочитанной хриплым, меланхоличным и глубоко эмоциональным голосом Фейтфулл, и поддержанной, по большей части, незаметными размывами и волнами звуковой сепии, сыгранной в основном на скрипке» . 7 баллов из 10 оценил Роб Хьюз из журнала Uncut, который оценил эту музыку как «пронизанную богатым личным опытом, её властные тона освещены медитативной атмосферой Уоррена Эллиса».

## Список композиций
Все инструменты Уоррена Эллиса.
1. «She Walks in Beauty[англ.]» (Лорд Байрон) — 2:37
2. «The Bridge of Sighs[англ.]» (Томас Гуд) — 4:55
3. «La Belle Dame sans Merci» (Джон Китс) — 4:15
4. «Ode to a Nightingale[англ.]» (Китс) — 6:49
5. «To Autumn[англ.]» (Китс) — 3:16
6. «Ozymandias» (Перси Биш Шелли) — 3:08
7. «The Prelude: Book One Introduction[англ.]» (Уильям Вродсворт) — 2:50
8. «Surprised by Joy[англ.]» (Вордсворт) — 2:08
9. «To the Moon» (Шелли) — 2:21
10. «So We’ll Go No More a Roving[англ.]» (Лорд Байрон) — 2:20
11. «The Lady of Shalott» (Теннисон) — 11:46

## Участники записи
- Марианна Фейтфулл — вокал
- Уоррен Эллис — синтезатор на «She Walks in Beauty» и «Ozymandias», сублимационная скрипка на «The Bridge of Sighs» и «The Prelude: Book One Introduction», виолончель на «La Belle Dame sans Merci» и «Surprised by Joy», семплы на «Ode to a Nightingale» и «Ozymandias», синтезаторы на «Ode to a Nightingale» и «The Lady of Shalott», колокольчики на «She Walks in Beauty», хоровой вокал на «She Walks in Beauty», челеста на «The Bridge of Sighs», эффекты на «The Bridge of Sighs», семплы струнных на Boomerang on «La Belle Dame sans Merci», альт-флейта на «To Autumn», гиеновая виолончель на «To Autumn», колокольчики на «To Autumn», фортепиано на «To Autumn», хоровая петля из Sacré-Cœur de Montmartre on «The Prelude: Book One Introduction», обработка петли семпла на «Surprised by Joy», будущие струнные на «To the Moon», bass flute on «So We’ll Go No More a Roving», струнные на «So We’ll Go No More a Roving», петли эффектов на «The Lady of Shalott», звукорежиссёр, продюсер
- Ник Кейв — фортепиано на «She Walks in Beauty», «The Bridge of Sighs», «La Belle Dame sans Merci», «Ode to a Nightingale», «To Autumn», «Ozymandias», «Surprised by Joy», «To the Moon» и «The Lady of Shalott»; вибрафон на «The Bridge of Sighs», «To Autumn» и «To the Moon»
- Джон Дэвис — мастеринг на Metropolis Studios, Лондон, Англия, Великобритания
- Брайан Ино — кларнет на «The Bridge of Sighs», синтезатор на «La Belle Dame sans Merci», эффекты на «La Belle Dame sans Merci», аранжировка на «The Bridge of Sighs», звукорежиссёр на «The Bridge of Sighs» и «La Belle Dame sans Merci»
- Хэд — эффекты на «She Walks in Beauty», «To the Moon» и «The Lady of Shalott»; аранжировка; аранжировка фортепиано на «She Walks in Beauty», «The Bridge of Sighs», «La Belle Dame sans Merci», «Ode to a Nightingale», «To Autumn», «Ozymandias», «Surprised by Joy», «To the Moon», and «The Lady of Shalott»; сведение на «She Walks in Beauty», «To the Moon» и «The Lady of Shalott» на Ice House Studios в Милборн Порт, Сомерсет, Англия, Великобритания;
- Рози Мэтисон — фотосъемка
- Янн Орхан — дизайн
- Франсуа Равард — исполнительное производство
- Венсан Сегаль — виолончель на «The Bridge of Sighs», «Ode to a Nightingale», «The Prelude: Book One Introduction» и «So We’ll Go No More a Roving»
- Колин Селф[англ.] — художественное оформление
- Бен Теккерей — звукорежиссура фортепиано на «She Walks in Beauty», «The Bridge of Sighs», «La Belle Dame sans Merci», «Ode to a Nightingale», «To Autumn», «Ozymandias», «Surprised by Joy», «To the Moon» и «The Lady of Shalott»
- Жан-Шарль Версари — звукорежиссура виолончели на «The Bridge of Sighs», «Ode to a Nightingale», «The Prelude: Book One Introduction», and «Surprised by Joy»
- Огюстен Виар[англ.] — волны Мартено на «The Lady of Shalott»

## Чарты
| Чарт (2021)                                  | Высшая позиция |
| -------------------------------------------- | -------------- |
| Австрия (Ö3 Austria)                         | 21             |
| Германия (Offizielle Top 100)                | 28             |
| Бельгия/Фландрия (Ultratop)                  | 37             |
| Бельгия/Валлония (Ultratop)                  | 38             |
| Нидерланды (Album Top 100)                   | 49             |
| Швейцария (Schweizer Hitparade)              | 28             |
| Великобритания (UK Albums Chart)             | 88             |
| Шотландия (Scottish Albums Chart)            | 17             |
| США (Billboard Top Album Sales)              | 92             |
| Великобритания (UK Independent Albums Chart) | 7              |